# La Monumental
La Monumental di Barcellona (Spagna) è una delle plazas de toros più importanti di Spagna e  venne inaugurata nel 1914 con il nome di "El Sport" e infine ribattezzata con il nome di Monumental nel 1916.
Si trova alla confluenza della Gran Via de les Corts Catalanes e della carrer de la Marina, nel distretto dell'Eixample.
Al suo interno si trova il Museo Taurino di Barcellona, dove sono esposti gli abiti di famosi toreri, teste di tori celebri, documenti storici e altri oggetti relativi al mondo della tauromachia.

## Storia
Il 3 luglio 1965 si sono esibiti i Beatles, ultima tappa del loro tour europeo del '65.
Dal giugno 1977 è diventata l'unica arena di Barcellona, dopo la scomparsa di Plaza el Torín e la chiusura di Plaza de las Arenas. 
Il 28 luglio 2010, il Parlamento della Catalogna ha votato per approvare l'abolizione della corrida in Catalogna.
Il 20 ottobre 2016 la Corte Costituzionale ha dichiarato incostituzionale l'abolizione della corrida in Catalogna, ed è stato ristabilito il diritto di esercitare e svolgere le corride nella Monumental di Barcellona.
Al suo interno si trova il Museo della Corrida di Barcellona.
Nel 2019 è stata convertita in un centro concerti e music club.